# Пятнистая сардинелла
Пятнистая сардинелла (лат. Amblygaster sirm) — вид лучепёрых рыб семейства сельдевых. Эти морские пелагические рыбы обитают в тропических водах Индо-Тихоокеанской области между 35° с. ш. и 28° ю. ш. и между 31° в. д. и 178° з. д. Тело веретенообразное, покрыто циклоидной чешуёй, голова голая. Максимальная длина 27 см. Встречаются на глубине до 75 м. Питаются планктоном. Являются объектом коммерческого промысла.

## Ареал и среда обитания
Пятнистая сардинелла обитает в Красном море, у берегов Восточной Африки, острова Мадагаскар, Аравийского полуострова, Индии, Японии (Рюкю, Окинава), в морях Индо-Малайского архипелага, в Восточно-Китайском море, у островов Рюкю, северного побережья Австралии, Новой Гвинеи и Фиджи. Эта морская пелагическая рыба встречается в прибрежных водах при температуре 28,5—29.8 °C и солёности  31,6—32,3‰.

## Описание
Тело веретенообразное (19,4—24,3% общей длины), слегка сжато с боков и покрыто циклоидной чешуёй, голова голая. Профили спины и брюшка округлые. Слабовыраженный брюшной киль состоит из расположенных в желобке 16—18 чешуй до брюшных плавников и 13—16 чешуй позади них. Единственный спинной плавник расположен в середине туловища. Брюшные плавники находятся  примерно напротив спинного плавника. У заднего края жаберной крышки с обеих сторон имеются мясистые шишки. Длина головы 24,0—26,2 % общей длины. Рот конечный. На нёбных костях и языке расположены мелкие щетинковидные зубы. Имеются жировые веки. 
В спинном плавнике 16—19 лучей; в анальном 15—20; в грудных 16—18; в брюшных 8; жаберных тычинок на нижней части 1-й дуги 33—43; вдоль бока тела 40—43 чешуи; позвонков 42—43. По другим данным в спинном плавнике 13—21 луч; в анальном 12—23, в брюшных — 7. Окраска дорсальной поверхности тёмно-синяя, бока и брюхо серебристо-белые. Спинной и хвостовой плавники бледного коричневатого цвета, остальные плавники беловатые. В отличие от прочих представителей рода по бокам пролегает полоса жемчужного цвета с 10—20 золотыми пятнами, которые у мёртвых рыб становятся тёмно-синими. 
Максимальная длина 27 см. Средняя длина не превышает 20 см.

## Биология
Эти подвижные рыбы совершают короткие миграции в пределах района обитания. У берегов Аравии начало нереста в мае, а конец в октябре. Пик нереста приходится на период с мая по июль. Во время нереста пятнистая сардинелла не подходит к берегам. За сезон самки вымётывают до трёх порций икры. В первой порции около 68 тысяч икринок, в последней — 48 тысяч икринок. Эти рыбы достигают половой зрелости при длине тела 13—15 см в возрасте одного года. Продолжительность жизни оценивается в 4—5 лет. В нерестовом стаде преобладают рыбы возрастом 2—3 года и размерами 14—17 см. Рацион пятнистой сардинеллы состоит из зоопланктона. У берегов Новой Каледонии нерестятся с октября по декабрь. Созревают в возрасте 1 года при длине тела 16—17 см .

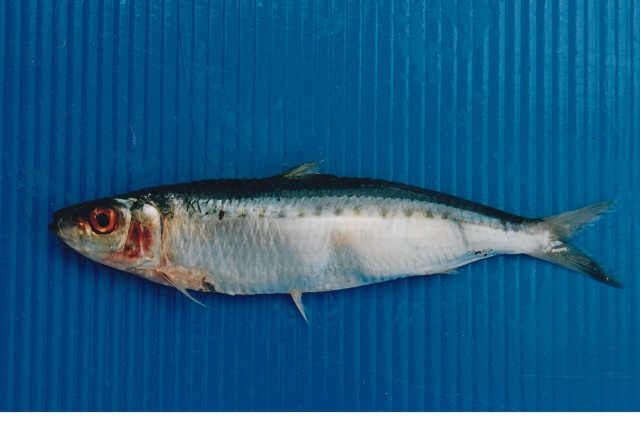
Вдоль боков пятнистой сардинеллы пролегает ряд характерных пятнышек

## Взаимодействие с человеком
Эти рыбы служат объектом местного промысла, например в водах Тутикорин и Фиджи. Пятнистая сардинелла не образует придонных косяков и держится в толще воды рассредоточено. Совместно с другими сардинами может быть объектом специализированного промысла кошельковыми неводами и бортовыми ловушками с помощью света. Из пятнистой сардинеллы можно изготавливать консервы.